# João-de-cabeça-cinza
Rabo-espinhoso-de-cabeça-cinzenta ou joão-de-cabeça-cinza (Cranioleuca semicinerea) é uma espécie de ave da família Furnariidae.
É endémica do Brasil.
Os seus habitats naturais são: florestas secas tropicais ou subtropicais.